# Coulombs lag

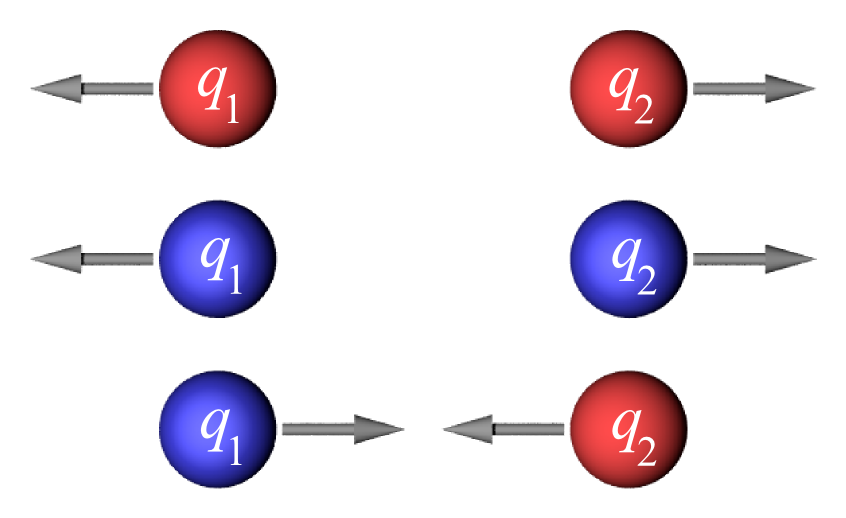
Coulombkraften kan vara repulsiv eller attraktiv. Lika laddningar repellerar, olika laddningar attraherar.

Inom fysiken är Coulombs lag eller Coulombs inversa kvadratlag en experimentell naturlag som beskriver styrkan och riktningen för en kraft som verkar mellan två stationära elektriskt laddade partiklar. Lagen publicerades först 1785 av den franska fysikern Charles-Augustin de Coulomb och var avgörande för utvecklingen av den elektromagnetiska fältteorin, kanske till och med dess startpunkt, eftersom det nu var möjligt att diskutera mängden elektrisk laddning på ett meningsfullt sätt.
För beräkning av enbart kraftens storlek, kan den skalära formen
{\displaystyle F=k_{e}{\frac {\left|q_{1}q_{2}\right|}{r^{2}}}}
användas där {\textstyle q_{1}} och {\textstyle q_{2}} är partiklarnas laddningar, {\textstyle r} är avståndet mellan partiklarna och {\textstyle k_{e}} är Coulombs konstant:  
{\displaystyle k_{e}={\frac {1}{4\pi \epsilon _{0}}}=8,987551787368\cdot 10^{9}\ \mathrm {N\,m^{2}\,C} ^{-2}}
där {\textstyle \epsilon _{0}} är den elektriska konstanten. Vektorformen av Coulombs lag är 
{\displaystyle \mathbf {F} ={\frac {1}{4\pi \epsilon _{0}}}\ {\frac {q_{1}q_{2}}{\left|\mathbf {r} \right|^{2}}}{\hat {\mathbf {r} }}=k_{e}\,{\frac {q_{1}q_{2}\mathbf {r} }{\left|\mathbf {r} \right|^{3}}}}
där {\textstyle \mathbf {r} } är en vektor som bestämmer laddningarnas positioner i förhållande till varandra och {\textstyle {\hat {\mathbf {r} }}} är enhetsvektorn längs linjen mellan partikel 1 och partikel 2. De övriga storheterna är de som nämnts ovan.
I båda fallen är Coulombs lag korrekt endast om laddningarna ej rör sig i förhållande till varandra. Laddningar i relativ rörelse ger upphov till magnetiska fält som i sin tur utövar en kraft på laddningarna. Vid rörelse kommer de elektriska fälten att transformeras i enlighet med Albert Einsteins speciella relativitetsteori.

## Coulombpotential
I det elektrostatiska fallet är det elektriska fältet virvelfritt och energiskillnaden vid en laddningstransport mellan två punkter är därför oberoende av transportvägen och det elektriska fältet och den elektriska kraften kan beskrivas av en potential.
Om coulombkraften kan beskrivas med en potential, så gäller för en punktladdning Q
{\displaystyle \Phi (r)=-\int {\vec {E}}\cdot d{\vec {s}}={\frac {1}{4\pi \varepsilon _{0}}}{\frac {Q}{r}}+C}
I detta fall är potentialskillnaden mellan två punkter i det elektriska fältet, lika med spänningsfallet och där integrationskonstanten C vanligen är lika med noll, så att potentialen går mot noll då avståndet r går mot oändligheten.
Den potentiella elektriska energin kan också beskrivas med en potential:
{\displaystyle W_{pot}(r)=-\int {\vec {F}}\cdot d{\vec {s}}=-q\,\int {\vec {E}}\cdot d{\vec {s}}=q\cdot \Phi (r)={\frac {1}{4\pi \varepsilon _{0}}}{\frac {q\cdot Q}{r}}+C}
Det är även här vanligt att välja randvillkoret så att den potentiella energin vid oändligheten är noll.

## Krafter inom och mellan atomer
Coulombs lag gäller även inom och mellan atomer, och beskriver korrekt kraften mellan den positivt laddade atomkärnan och var och en av de negativt laddade elektronerna. Denna enkla lag svarar också på rätt sätt för de krafter som binder atomer samman till molekyler och för de krafter som binder atomer och molekyler för att bilda vätskor och fasta ämnen. I allmänhet, allt eftersom avståndet mellan joner minskar, så ökar attraktionsenergin och jonbindning blir mer gynnsam.